# أرجمون أجرد
أرجمون أجردأو خشخاش شائك أجرد (الاسم العلمي: Argemone arida) هو نوع من النباتات يتبع جنس الأرجمون من الفصيلة الخشخاشية.